# Sowiecka Formuła Easter Sezon 1978
1978 – drugi sezon Sowieckiej Formuły Easter. Składał się z trzech eliminacji. Mistrzem został Raul Sarap (Estonia 19M).

## Kalendarz wyścigów
| Runda | Data          | Tor   | Pole position | Najszybsze okrążenie | Zwycięzca (kierowcy) | Zwycięzca (zespoły) |
| ----- | ------------- | ----- | ------------- | -------------------- | -------------------- | ------------------- |
| 1     | 24–25 czerwca | Kijów | ?             | ?                    | Władisław Barkowski  | Spartak Moskwa      |
| 2     | 15–16 lipca   | Ryga  | ?             | ?                    | Toomas Napa          | Jõud Tallinn        |
| 3     | 12 sierpnia   | Mińsk | ?             | ?                    | Raul Sarap           | Kalev Tallinn       |

## Klasyfikacja kierowców
| Legenda oznaczeń w tabelach wyników Wyświetl szablon na nowej stronie | Legenda oznaczeń w tabelach wyników Wyświetl szablon na nowej stronie                                                                     |
| Oznaczenie                                                            | Wyjaśnienie |
| --------------------------------------------------------------------- | --- |
| Złoty                                                                 | Zwycięzca lub mistrzostwo |
| Srebrny                                                               | 2. miejsce lub wicemistrzostwo |
| Brązowy                                                               | 3. miejsce lub II wicemistrzostwo |
| Zielony                                                               | Ukończył, punktował (w klasyfikacji generalnej, gdy zdobył co najmniej jeden punkt na przestrzeni sezonu, poza trzema powyższymi opcjami) |
| Niebieski                                                             | Ukończył, nie punktował (w klasyfikacji generalnej, gdy nie zdobył co najmniej jednego punktu na przestrzeni sezonu)                      |
| Czerwony                                                              | Nie zakwalifikował się (NZ) |
| Czerwony                                                              | Nie prekwalifikował się (NPK) |
| Różowy                                                                | Nie ukończył (NU) |
| Różowy                                                                | Niesklasyfikowany (NS) (w klasyfikacji generalnej, gdy nie został sklasyfikowany w żadnym wyścigu sezonu)                                 |
| Czarny                                                                | Zdyskwalifikowany (DK) |
| Czarny                                                                | Wykluczony (WYK/EX) |
| Biały                                                                 | Nie wystartował (NW) |
| Biały                                                                 | Kontuzjowany (K/INJ) |
| Biały                                                                 | Wyścig odwołany (OD/C) |
| Bez koloru                                                            | Został wycofany (WYC/WD) |
| Bez koloru                                                            | Nie przybył (NP/DNA) |
| Bez koloru                                                            | Nie brał udziału w treningach (NT/DNP) |
| Bez koloru                                                            | Nie został zgłoszony (–) |
| Pogrubienie                                                           | Start z pole position |
| Kursywa                                                               | Najszybsze okrążenie wyścigu |
| †                                                                     | Nie ukończył, ale jego rezultat został zaliczony ze względu na przejechanie więcej niż 90% dystansu wyścigu.                              |
| *                                                                     | Sezon w trakcie |
| 1/2/3                                                                 | Punktowana pozycja w sprincie kwalifikacyjnym                                                                                             |
| Lista systemów punktacji Formuły 1                                    | |

| Poz. | Kierowca                 | Zespół            | CZJ | RGA | MNS | Punkty |
| ---- | ------------------------ | ----------------- | --- | --- | --- | ------ |
| 1    | Raul Sarap               | Kalev Tallinn     | NU  | 2   | 1   | 189    |
| 2    | Toomas Napa              | Jõud Tallinn      | NU  | 1   | 2   | 188    |
| 3    | Władisław Barkowski      | Spartak Moskwa    | 1   | 3   | NU  | 181    |
| 4    | Gediminas Neverauskas    | DOSAAF Janów      | 2   | 7   | 6   | 148    |
| 5    | Aleksandr Miedwiedczenko | DOSAAF Kijów      | 4   | 5   | NU  | 143    |
| 6    | Mait Luha                | DOSAAF Tallinn    | 6   | 13  | 4   | 134    |
| 7    | Edgard Lindgren          | DOSAAF Moskwa     | 8   | 9   | 3   | 133    |
| 8    | Nikołaj Sosnin           | Spartak Leningrad | 11  | 11  | 5   | 106    |
| 9    | Jurij Bambandierow       | DOSAAF Kijów      | 7   | 10  | NW  | 102    |
| 10   | Anatolij Szimakowskij    | DOSAAF Mińsk      | 9   | 8   | 9   | 101    |
| 11   | Elmo Salm                | DOSAAF Ryga       | 15  | 4   | NU  | 101    |
| 12   | Janis Berenfeld          | DOSAAF Kieś       | 17  | NW  | 7   | 74     |
| 13   | Aleksandr Nikulin        | DOSAAF Frunze     | NW  | 19  | 8   | 60     |
| 14   | Witalij Komarow          | Spartak Krasnodar | 10  | 18  | NU  | 60     |
| 15   | Jurij Griszanow          | DOSAAF Riazan     | 13  | 15  | NU  | 59     |
| 16   | Aleksandr Ceruaszwili    | DOSAAF Tbilisi    | 16  | 16  | NU  | 46     |
| NS   | Anatolij Alchimowicz     | DOSAAF Mińsk      | NU  | -   | -   | 0      |
| NS   | Aleksandr Kuczerenko     | Spartak Moskwa    | -   | NU  | NU  | 0      |